# 台北幼兒園性侵案
2024年，台灣台北市的培諾米達幼兒園，被家長檢舉於園內任教的男教保員毛畯珅於2022年起涉嫌性侵幼童。在幼童家長持續蒐證，向監察院監察委員陳情後案件曝光，並要求對台北市政府有無善盡監督責任展開調查。一審針對毛畯珅對6名女童的犯行，判處有期徒刑28年。此外，檢方調查後發現，毛畯珅還涉嫌性侵其他39名幼童，與公共場所隨機偷拍兒少性影像至少306次，對此追加起訴。二審改判28年8月，全案定讞。

## 經過
2022年7月，幼兒園家長向警方報案，表示女兒遭到幼兒園猥褻。幼兒園園長之子毛畯珅教保員接受司法調查。2022年8月，接受司法調查的過程中，幼兒園隱匿消息，毛畯珅未被解聘，繼續招生營業。
毛畯珅被指控在母親洪珮筠開設經營的台北市信義區私立培諾米達幼兒園任職期間，涉嫌性侵並且拍攝600多部幼童性影像，累計至少20名幼女童受害者，犯罪時間長達兩年。在2022年7月接獲首起檢舉案件，涉嫌的妨害性自主罪案件經過司法機關調查後，於2023年因證據不足做出不起訴處分。2023年7月接獲其他家長檢舉，8月才進行羈押，取得足夠犯罪證據。

## 後續發展
2023年8月，事發幼兒園遭廢止設立許可勒令停業。
2023年8月，毛畯珅首次被羈押於法務部矯正署臺北看守所，臺北地方法院連續做出多次延押刑事裁定。同月，時任臺北市議員徐巧芯召開協調會。
2024年7月15日，監察委員葉大華、田秋堇、紀惠容等3人，以公共利益為由，直接公布該幼稚園名「私立培諾米達信義幼兒園」，以及幼兒園園長之子毛姓教保員的全名「毛畯珅」。

### 司法審判
2024年8月16日，台北地院一審判決，毛畯珅對6名女童犯下11個加重強制性交罪、207個加重強制猥褻罪、6個違反本人意願之方法使兒童被拍攝性影像罪共224罪，累積刑期共1,252年6月，合併應執行有期徒刑28年。本案在上訴後轉由臺灣高等法院審理。
此外，檢方發現，毛畯珅還涉嫌侵犯其他39名幼童，並且在公共場所偷拍未成年性影像達306次，因而另外立案起訴。
2025年1月7日，一審一次諭知無罪部分，經高院合議庭撤銷並認定有罪，依非法拍攝兒童性影像罪論罪，因此二審改判28年8月。
2025年5月1日，最高法院駁回上訴，全案定讞。

## 反響
由於2022年至2023年調查期間毛畯珅並未停職，持續任職於培諾米達幼兒園，台北市議會議員、新聞媒體與監察院質疑時任台北市政府（柯文哲市府及蔣萬安市府）主管單位存在行政瑕疵。
2024年7月19日，北市教育局副局長陳素慧先前回應稱「如果是誣告呢？如果小朋友說錯呢？」引發譁然，陳出面回應，鞠躬致歉，強調絕非是指涉小朋友會說謊或其他狀況。
2024年7月19日，台北市長蔣萬安為幼兒園性侵案鞠躬道歉。
2024年7月19日，前台北市長及民眾黨主席柯文哲表示，若大張旗鼓調查，擔心引發家長恐慌、未審先判，但也必須保護小朋友，兩者該怎麼做比較恰當，有許多檢討改進空間，黨團擬提修法。

## 後續
2024年5月，幼兒園長在事件過後，還將幼兒園改名「柚子樹托嬰中心」及「強生優質托嬰中心」繼續營業招生。
目前各界人士呼籲及推動將《兒童及少年福利與權益保障法》與《性侵害犯罪防治法》進行修改，不再讓原本是用來保護兒童及少年的法律，變成保護加害人的條款。
2025年2月，監察院以臺北市政府未依法落實行政調查及追蹤列管，有明顯缺失為由，對臺北市政府提出糾正案。